# Kotromanić
De Kotromanić-dynastie regeerde over verschillende gebieden in Bosnië en de omgeving vanaf de 13de eeuw tot de Osmaanse verovering van Bosnië in 1463.

## Bans van Bosnië
- Prijezda I (1250–1287)
- Prijezda II (1287–1290)
- Stjepan I Kotroman (1287–1299)
- Stjepan II Kotromanić (1322–1353)
- Tvrtko (1353–1377)

## Koningen van Bosnië
- Stjepan Tvrtko I (1377–1391)
- Stjepan Dabiša (1391–1395)
- Jelena Gruba (1395–1398)
- Stjepan Ostoja (1398–1404)
- Stjepan Tvrtko II (1404–1409)
- Stjepan Ostoja (restored) (1409–1418)
- Stjepan Ostojić (1418–1421)
- Stjepan Tvrtko II (restored) (1421–1443)
- Stjepan Tomaš (1443–1461)
- Stjepan Tomašević (1461–1463)